# Horrorcore
Horrorcore, ou horror rap, é um dos subgêneros da música rap que surgiu do gangsta rap, no final da década de 80, que tem o seu lírico baseado em letras de horror, com o imaginário centrado na mesma. Ele teve origem com vários grupos de hardcore e gangsta rap, com destaque para o Geto Boys, que utilizava de termos "supernaturais" para descrever o conteúdo de seus raps violentos. O termo "horrorcore" surgiu após as letras tratarem exatamente do mesmo conteúdo de livros de horror, na época dos grupos Flatlinerz e Gravediggaz.
Em 1994, no Brasil, a música "Gritos de Agonia" foi gravada, na coletânea Fest Rap I (4ª Faixa), por um grupo de rap chamado Seres Mortais. A coletânea foi lançada no ano seguinte. A música possui características peculiares que dão a textura ideal para o tema abordado. A sensação é semelhante a uma trilha de suspense ou terror. As músicas geralmente são compostas por vozes e coros graves que se alternam durante a música. Os temas quase sempre relacionados a perturbações, alucinações, espiritualidade e afins, mas sempre num perspectiva positiva, na lógica inversa do que é um tormento. É como dizer que a luz é um tormento para quem se habituou com a escuridão. 
As apresentações também merecem destaque, pois já naquela época, o Seres Mortais inovou o cenário do rap nacional com suas produções de palco e figurino, que incluía uso de máscaras, toucas, roupas pretas, desenho no rosto, lanternas no escuro, castiçais, tochas, entre outros apetrechos. O estilo do grupo passou a ser conhecido como "Estilo Tormento", por causa do refrão da música Gritos de agonia: - Nunca passará, o tormento ficará em sua mente! O estilo horror-core original, relata histórias de horror e quase sempre suas mensagens não tem a preocupação de passar uma mensagem positiva. Apenas relatar os fatos e deixar no ar a reflexão. Já o estilo Tormento, mesmo sendo produto do horrorcore, sofreu adaptações e se diferencia por sua característica de deixar uma mensagem positiva, além do fato relatado. A música pode ser encontrada na página do youtube.
Em 1996, a gravadora Maracanã lançou a coletânea Fest Rap II, com mais um grupo desse seguimento, chamado Fúria Verbal. 
Antes da virada do milênio, o grupo Seres Mortais, integrado por Neurus, Proffessor, Lord, Sinistro, DJ Daimond, Dr. Norman, C.mente e Danclis, encerrou suas atividades. Na mesma época, o grupo Fúria Verbal também havia encerrado sua carreira. Foi aí que surgiu o grupo Transfusão. A fusão entre os dois grupos, cujos atuais integrantes são: Neurus e Proffessor (Seres Mortais), Zuripa e K.de kco (Fúria Verbal), Nattoh (A Versão) e DJ Fhak (Camorra). O grupo Transfusão é a continuidade do Estilo Tormento. O grupo Transfusão representa a linhagem original desse estilo, que hoje abrange o cenário do rap nacional. Em 2004, lançaram o primeiro álbum A Sinapse.

## Representantes notáveis
- Blaze Ya Dead Homie[3][4]
- Bone Thugs-N-Harmony
- Patrick Horla
- Brotha Lynch Hung[5]
- Cage[6][7][8][9]
- Esham and Natas[10][11][12]
- Facção Central
- Flatlinerz[2]
- Ganksta N-I-P[10][13]
- Gravediggaz[10][14]
- Realidade Cruel
- A286
- Insane Clown Posse[10]
- Insane Poetry[10][15]
- King Gordy[16]
- Kool Keith[17]
- Kung Fu Vampire[18]
- Mars[19]
- Prozak[20]
- Tech N9ne[21]
- Three 6 Mafia[22]
- Twiztid[23]
- U.D.R. (banda)